# Київський собор 1628

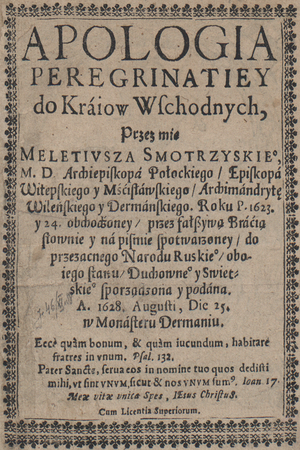
Титульна сторінка «Апології» Мелетія Смотрицького польською мовою, що її було визнано невідповідною православним догматам і піддано анафемі на Київському православному соборі 1628 року. З фондів Ягеллонського університету.

Ки́ївський собо́р 1628 — обласний помісний собор Православної церкви у Києві з 13 (23) серпня 1628 року по 15 (25) серпня 1628 року (за іншими даними — по 24 серпня (3 вересня) 1628 року). Через тиск на нього з боку козацтва собор набув гострого антиунійного (див. Берестейська церковна унія 1596 року) спрямування. У соборі взяли участь всі православні ієрархи (за винятком єпископа львівського Єремії Тиссаровського), а також велика кількість нижчого православного духовенства. Представники Війська Запорозького, радикально налаштовані щодо церковної унії з католицькою церквою, рішуче виступили проти можливого релігійного компромісу між православними та вірними уніатської церкви.
На Київському соборі 1628 року гострих нападок від козаків і православних ортодоксів зазнав Мелетій Смотрицький, який був запідозрений у переході до уніатської церкви. Напередодні собору православні богослови Лаврентій Зизаній-Тустановський та Андрій Мужиловський визнали його твір «Apologia peregrinatiey do Kraiow Wschodnych» («Апологія мандрівки до східних країв». Львів, 1628) єретичним і противним православній догматиці, а під час собору цей твір був підданий анафемі. Через напружену атмосферу, що склалася на соборі, прихильники православно-унійного зближення не змогли публічно заявити про свої наміри.

## Передісторія

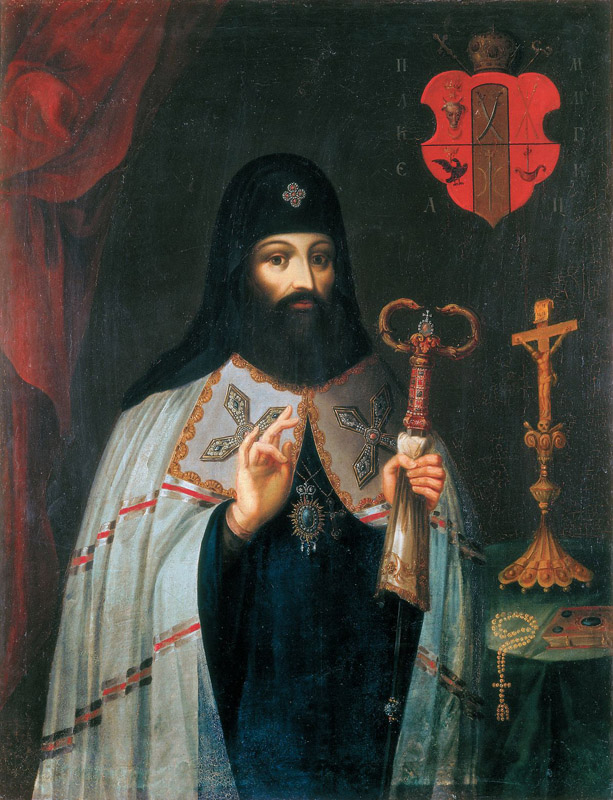
Архімандрит Києво-Печерської Лаври Петро Могила.

Після засідання Польського Сейму в Варшаві 1623 року, де римо-католики та уніати запропонували православним провести спільний собор для обговорення питання про способи замирення, на пропозицію яких митрополит Йов Борецький та архієпископ Мелетій Смотрицький не пристали, від'їхавши з Варшави, й спроби 1626 року Сигізмунда III Вази призначити на прохання унійного митрополита Йосифа Рутського спільний православно-уніатський собор у Кобрині, котрий православні також проігнорували (спочатку погодившись взяти участь в нарадах, а згодом не тільки не приїхавши до Кобриня, а й навіть не приславши якої-небудь звістки, хоч уніати декілька днів продовжували на них очікувати), спроби порозуміння продовжувались. Ці спроби об'єднання православних і уніатів на території тогочасної Польщі в 1627—1629 роках нерозривно пов'язані з діяльністю архієпископа Полоцького Мелетія Смотрицького, з ініціативи котрого «на свято народин найсвятійшої Діви» скликано собор 8 (18) вересня 1627 року в Києві, та, за умовою з ним архімандрита Петра Могили, (під час подорожі останнього до Перемишля на початку лютого 1628 року), на Волині, в маєтності Києво-Печерської лаври в Городку Рівненського повіту на шостому тижні Великого посту 1628 року.

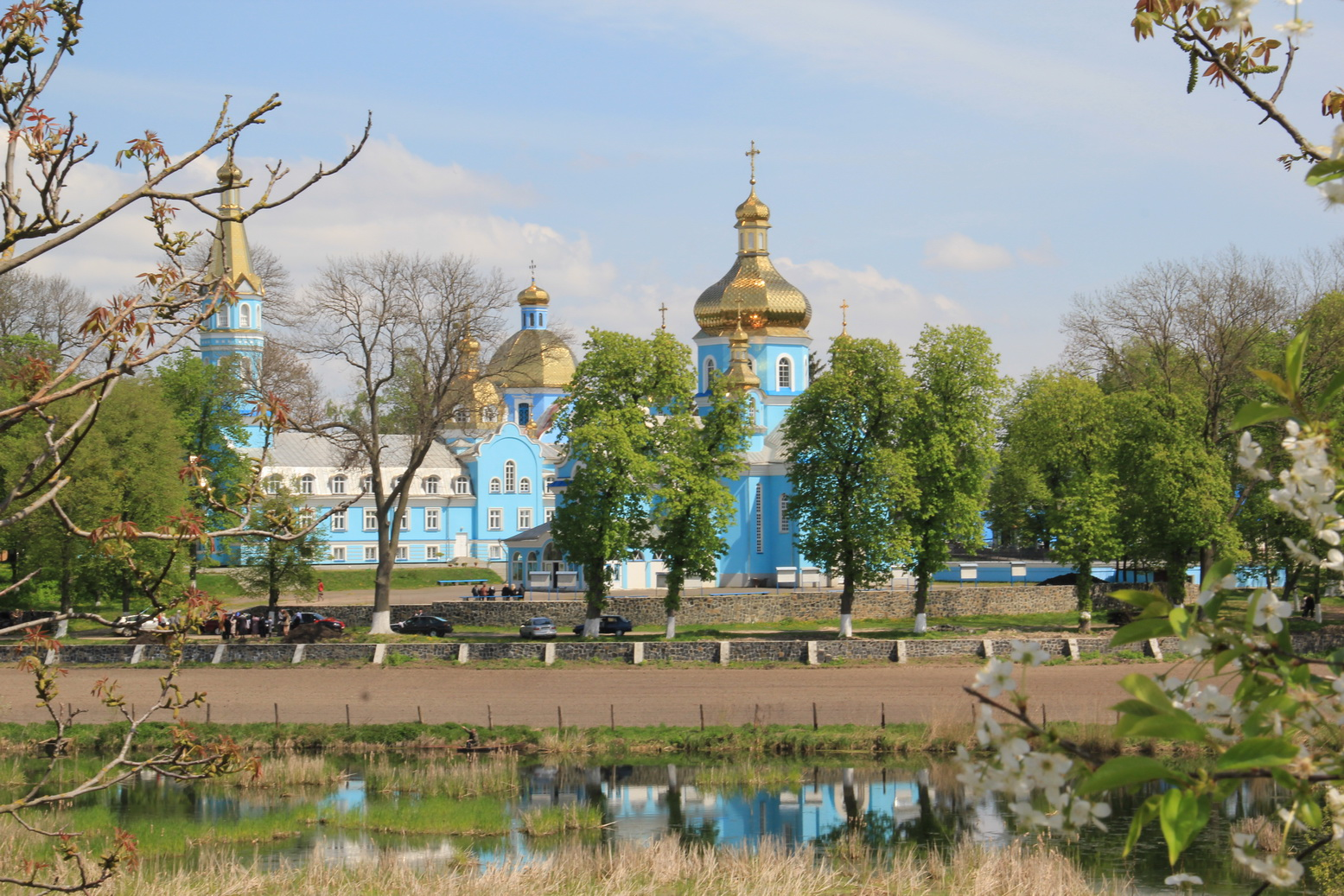
Городоцький Свято-Миколаївський монастир.

На цьому Городоцькому соборі 1628 року, крім архієпископа Мелетія Смотрицького та архімандрита Петра Могили, були також присутні митрополит Йов Борецький, єпископ Луцький Ісакій Борискович і єпископ Холмський Паїсій Іполитович. Під час собору, по доповіді Мелетія Смотрицького, розглянуто різницю між західною церквою латинського обряду і східною церквою грецького обряду по таким шести пунктам:
- про ісходження Святого Духа і від Сина;
- про чистилище;
- про повне блаженство праведних після розлуки душі з тілом;
- про примат Папи;
- про опрісноки;
- про причастя мирян Тілом і Кров'ю Христовими.

Крім того, Мелетій Смотрицький переконував учасників собору і у політичних вигодах, що прийдуть до українського народу разом з унією. Визнавши погляди Мелетія Смотрицького «не безпідставними», присутні вирішили для всестороннього обговорення цього питання скликати помісний собор, запросивши до участі в ньому представників від усіх станів — і з духовного, і зі світського боку (шляхти та міщан). А метою майбутнього собору проголосили:

| «знайти який-будь спосіб, щоб без порушення прав і привілеїв православної віри утворити єдність Руси з Русею, то єсть неуніятів з уніятами». |
Для заохочення населення було пущено чутку, що, з одного боку, унійна церква та її ієрархи хочуть вийти з-під влади Папи Римського, про що її митрополит Йосиф Рутський вже, буцімто, веде переговори з Йовом Борецьким. З іншого боку, для внезалежнення від влади царгородського патріарха, православними Польщі, Литви та уніатами буде утворено свій, домашній, патріархат і обрано, за згодою з урядом Речі Посполитої, свого патріарха. Як можливого претендента на цю посаду називалась кандидатура Петра Могили. За словами Михайла Грушевського,

| «Все це мало дати православним кругам приємне почуття, що цим разом нема мови про капітуляцію православних, навпаки — новий компроміс буде тріумфом і звеличенням „грецької релігії“.» |

## Підготовка до собору

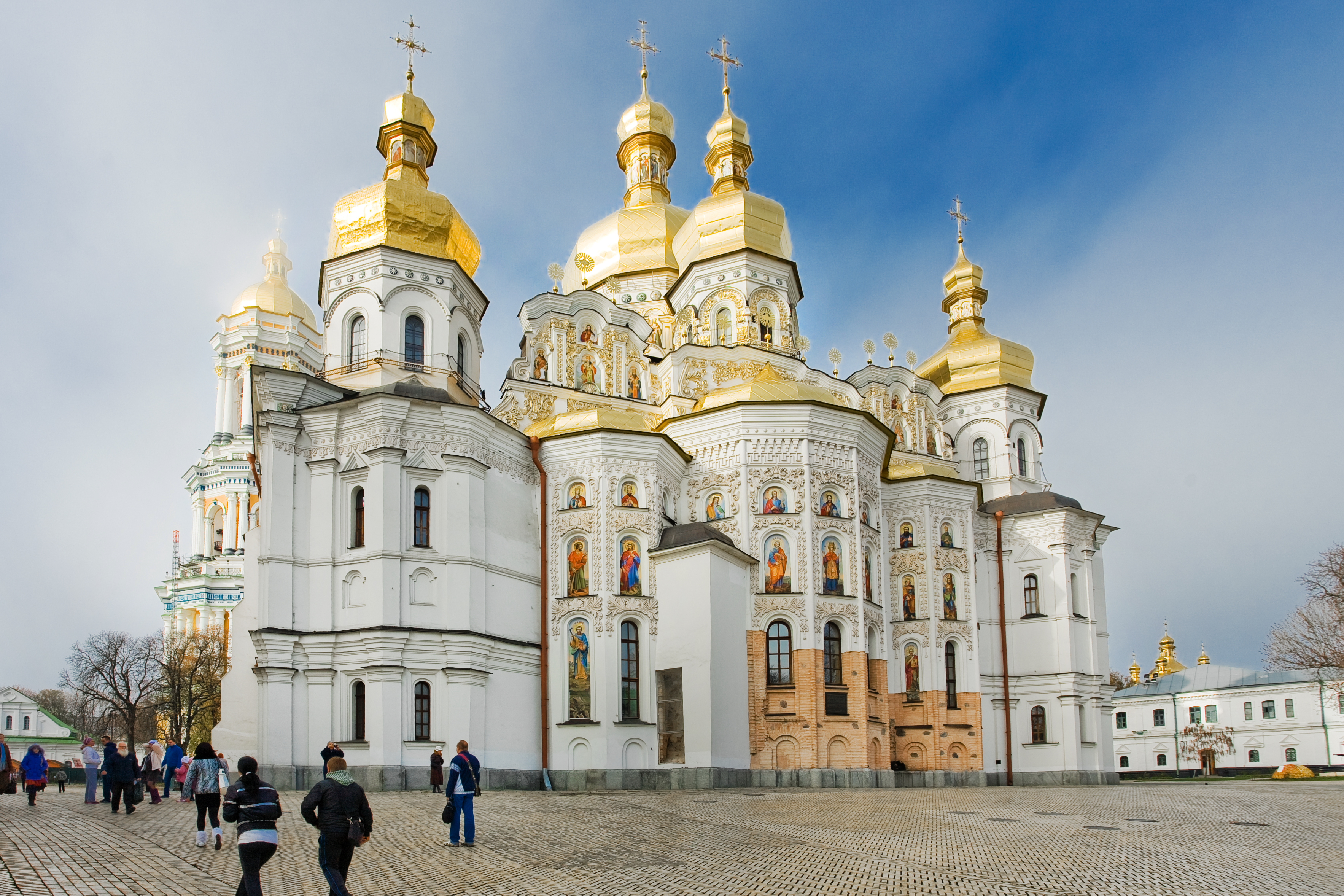
Собор Успіння Пресвятої Богородиці Києво-Печерської лаври

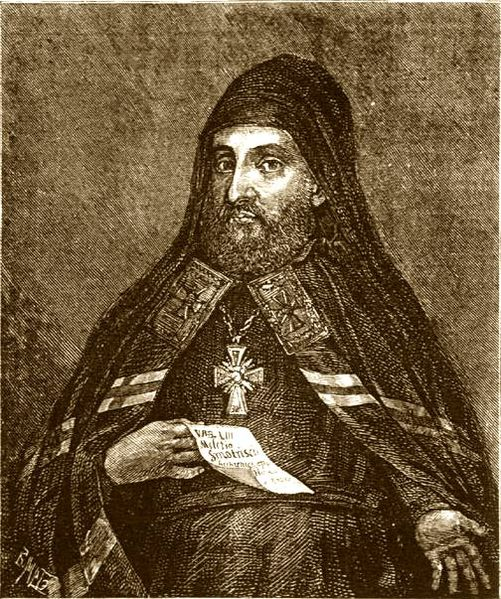
Архієпископ Полоцький Мелетій Смотрицький

Скликати помісний собор було доручено Іову Борецькому. Своєю грамотою від 26 травня (5 червня) 1628 року митрополит запросив «зо всіх побожностей вищих духовних і світських панів, шляхти і посполітих з братств і з повітів вибраних мужів» до Києва на Успіння — храмове свято Києво-Печерської Лаври, 15 (25) серпня 1628 року. Борецький запрошував не офіційно, а приватно, без дозволу Речі Посполитої, оскільки польська влада не визнавала православних ієрархів, висвячених Теофаном III в 1620 році.
Хоча для скликання собору з'явилась і формальна підстава — в «поборовому універсалі», виданому перед Польським Сеймом 1628 року, згадувано й «духовних неуніатів», котрі, разом з католиками та уніатами, мали також прийняти самооподаткування на військові потреби держави (ведення Шведської війни), щоб, дослівно, «ведлуг здолности приложилися до ратунку Річипосполітої». За твердженням Михайла Грушевського, видання цього універсалу показувало, що влада Речі Посполитої знала про майбутній собор та його справжні цілі. І, з одного боку, сприяла їм, видавши саме такий універсал, (оскільки польський уряд, що зазвичай дотримувався політики ігнорування неуніатської церкви, в жодному з наступних поборових універсалів до православних не звертався), будучи готовим прийняти корисні для держави результати собору. З іншого боку, видання універсалу применшувало тривожну увагу суспільства до православного собору, котрий нібито мав відбутися лише для обговорення свого пайового внеску в порятування фінансових справ Речі Посполитої. Польський уряд дав православним їєрархам формальний привід для проведення собору — і вони за нього ухопилися.

## «Апологія» Смотрицького
Мелетію Смотрицькому було доручено написати записку про причини й цілі собору, що скликався в Києві, та трактат, в котрому пояснити відмінності східної та західної церков. Записка та трактат мали бути видруковані та розповсюджені ще перед собором, таким чином підготувавши православних до соборного обговорення проекту угоди з уніатською церквою. Натомість Смотрицький, підбадьорений прихильним ставленням до нього учасників собору в Городку, зайнявся закінченням написання трактату «Apologia peregrinatiey do Kraiow Wschodnych», («Апологія перегрінації (подорожі, мандрівки) до східних країв, відбутої в роках 1623 і 1624, оббріханої фальшивою братією», повна назва польською мовою — пол. «Apologia peregrinatiey do Kraiow Wschodnych, Przez mię Meletiusza Smotrzyskiego, M.D. Archiepiskopa Polockiego, Episkopa Witepskiego y Mścisławskiego, Archimandrite. Wileńskiego y Dermańskiego, Roku P. 1623 y 1624 obchodzoney, przez fałszywą Bracią słownie y na piśmie spotwarzoney, do przezacnego Narodu Ruskiego oboiego stanu, Duchownego i Swietskiego sporządzona y podana. A. 1628, Augusti, Die 25, w Monasteru Dermaniu. We Lwowie, w Drukarni Jana Szeligi, Typographa, R. B. 1628»). Аргументуючи вигоди від переходу на унію, Мелетій писав:

| «Бог буде тоді з нами і подасть нам гойно всі духовні й світові благодаті, нами так давно втрачені: церкву піднесе з упадку, народу руському верне давні вільності; тобі, шляхетний стане, відкриє двері до урядів земських і сенату; міщан допустить до урядів мійських; побудує нам школи, церкви прикрасить, манастирі приведе до кращого порядку, пресвітерів увільнить від тягарів неволі. Нарешті всьому народові руському, бідному і замученому з сеї причини, по містах і селах утре його щоденні сльози. Ще на сїм світї дасть нам тїшити ся плодами небесними, а після сього минущого щастя удостоїть вічної утїхи в царстві небеснім.» |
За словами Івана Власовського, «коли трактат його на тому (Городокському) соборі про шість пунктів догматичних і літургічних різниць між двома церквами був оправданням католицтва, то „Апологія“ була актом обвинувачування і взагалі Східньої Церкви, але найбільше своєї Української Православної Церкви, в „єресях“ різного роду…». Будучи архієпископом Полоцьким, чинним їєрархом українсько-білоруської православної церкви, Мелетій Смотрицький в своїй «Апології» звинувачував православну церкву в страшному упадку, оскільки «вона, противлячи ся унїї, прийнятій її єрархами, залїзла в безвихідну полєміку з католицтвом, в безрадности своїй почала шукати для сеї полєміки помочи у протестантів, напустила протестантських єресей до православної віри, так що зовсїм відбила ся від правдивої східньої віри.» І, як вихід з ситуації, пропонував не повернення до витоків православ'я, а унію з католицькою церквою, «не зараженою ніякою єрессю».
Будучи православним богословом, Мелетій Смотрицький в своєму трактаті звинувачував в єресях інших православних богословів. Він звинувачував Стефана Зизанія-Тустановського, що той не приймає чистилища, він звинувачував Клирика Острозького, що той ганить Флорентійський собор. Він звинувачував у єресях Христофора Філалета та його «Апокризис». Більше того, Мелетій Смотрицький звинувачував автора «Треноса» Теофіла Ортолога в тому, що той поборює примат Папи Римського, тобто, фактично, звинувачував самого себе. Ці звинувачення у єресях лунали не з погляду православної науки, а з точки зору католицизму. А щоб позбавитись цих єресей, на думку Смотрицького, руська церква і весь руський народ, що перебувають у складі католицької держави, повинні «скликати собор за королївським дозволом і на нїм вигладити ріжницї, які дїлять церкву східню і західню, то значить по мисли всього попереднього — прийняти науку католицької церкви.»
Закінчивши текст «Апології» українською мовою, Мелетій Смотрицький на початок Петрівки переписав її в двох екземплярах, котрі відправив з Дермані до Києва відповідно Йову Борецькому та Петру Могилі, щоб ті спішно надрукували «Апології» одночасно на двох друкарських верстатах й розповсюдили перед початком собору. З листа Мелетія Смотрицького до Йова Борецького, котрий служив своєрідною передмовою до тексту трактату:

| «То, що твоя велебність й інші браття мені наказати зволили: написати в побудку сплячому нечуло народові нашому, посилаю написане твоїй велебності, не мігши тут надрукувати, і сподіваюсь, що на двох прасах (машинах) це за три тижні може бути видрукуване і пущене в нарід. Аби кожен з нас перед майбутнім, дай, Боже, собором міг ясно побачити, чим ми всім народом хоруємо і як з тої хороби можна вилічитись.» |

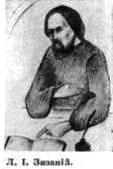
Корецький протопоп Лаврентій Зизаній-Тустановський

Архімандрит Києво-Печерської Лаври Петро Могила отримав схожого листа, в якому Мелетій також висловлював надію «найкращого зрозуміння ситуації і пропонованих Смотрицьким методів її направи» і натякав, що вважає архімандрита «людиною, покликаною до найвищого становища в руській церкві й народові». Обидва православні церковні їєрархи відповіли Мелетію Смотрицькому, що свої зауваження та оцінки трактату нададуть пізніше, при цьому жодним чином не згадавши про можливість друку твору. Ознайомившись з змістом «Апології», вони викликали до Києва двох визначних богословів — протопопа Слуцького Андрія Мужиловського та протопопа Корецького Лаврентія Зизанія-Тустановського, автора «Великого Катехизиса» і брата Стефана Зизанія-Тустановського. Учотирьох ієрархи церкви та богослови протягом чотирьох тижнів вивчали наданий їм україномовний текст і знайшли в ньому 105 тез, котрі суперечили православній науці. Ці тези стали підставою для звинувачування трактату в неправославності, а особисто Смотрицького — у відступництві від православної віри. Змінилась і головна мета собору: замість стати об'єднавчим, православний собор у Києві зайнявся судом (спочатку ще заочним) над віровідступником.
Крім двох екземплярів українською, відправлених через посланця Йову Борецькому та Петру Могилі, Мелетій Смотрицький надіслав текст «Апології» польською мовою своєму товаришеві, колишньому ректору Київської православної братської школи, а на той момент вже уніатові, Касіяну Саковичу, котрий і видрукував його.

### Присвята

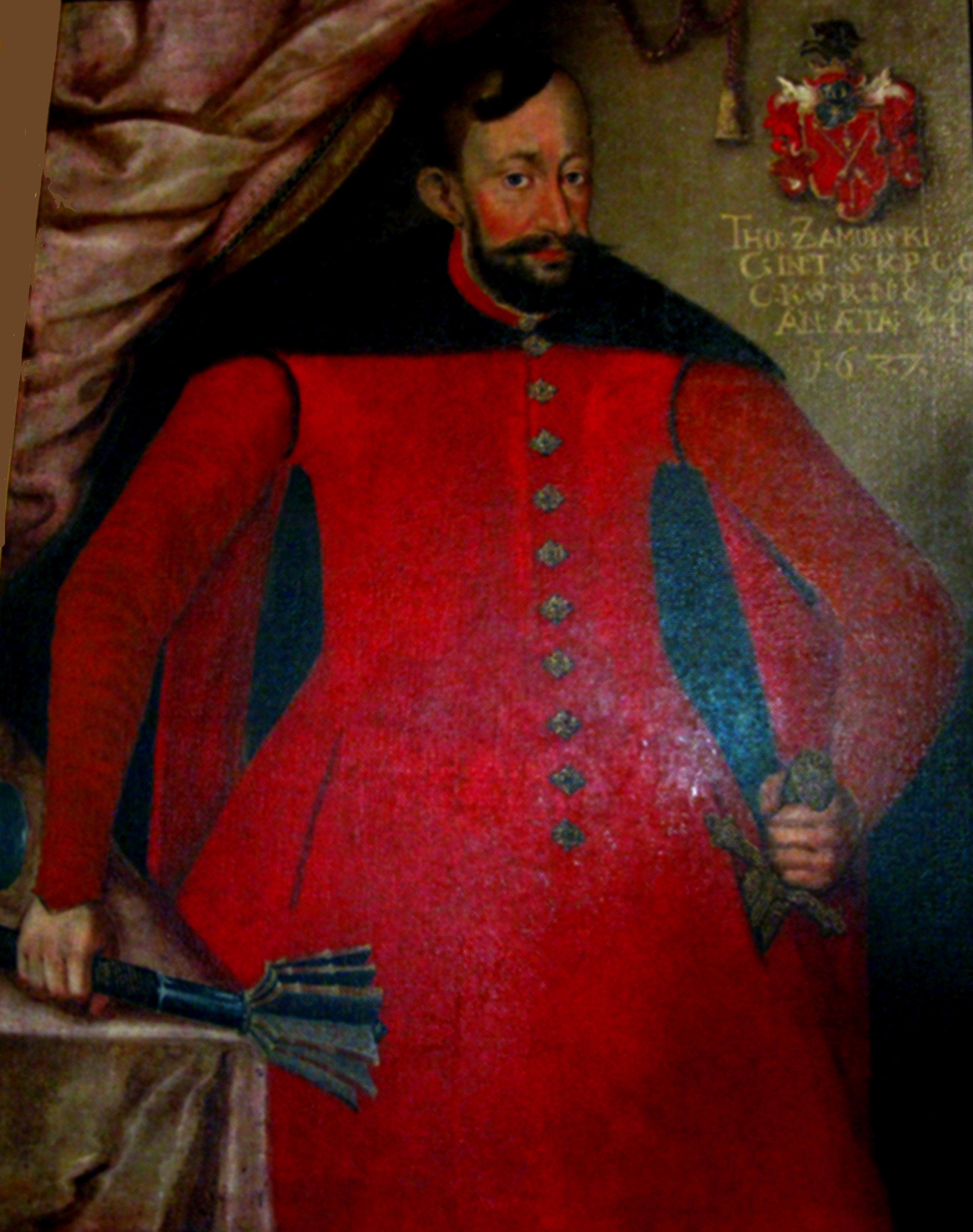
Томаш Замойський

Польськомовний трактат містив присвяту двом особам. Першим був коронний підканцлер Томаш Замойський, син Великого канцлера коронного Яна Замойського, котрому Христофор Філалет присвятив свій написаний трьома десятиліттями раніше «Апокризис». Михайло Грушевський називає це сатисфакцією «зверхправовірному католикові» та «синові славного батька за безчестя, завдане тому батькові присвятою єретичного твору, підшитого під православну ідеологію». У комплексі з присвятою Мелетій Смотрицький у самій «Апології» показує неправославний вміст «Апокризису». Другу присвяту зроблено князю Олександру Заславському, колишньому православному, що перейшов в римо-католицьку віру, та, будучи брацлавським воєводою, спонукав Мелетія Смотрицького, архімандрита Дерманського монастиря, що знаходився в володіннях воєводи, до переходу на уніатство. З присвяти Олександру Заславському:

| «Ваша кн. (язівська) милость бачить, що народи грецької віри незглибимим судом божим поділені на три стани: стан невільничий[e] та стан людей вільних, але неуків[f], і на стан людей освічених і вільних[g]. Того спасенного діла[h] не сподівається в.(аша) кн.(язівська) м.(илість) ні від невільників, ні від неуків, а тільки від науки, що в свободі пробуває, а в такім третім стані рахує в.(аша) кн.(язівська) м.(илість) за ласкою божою нарід руський. Бо невільник ходить як не свій, неук — як сліпий, а мудрий і свобідний може бути добрим для себе і для ближнього." |
Видані Касіяном Саковичем примірники «Апології» польською мовою прибули до Києва до початку собору і ще погіршили ситуацію, справивши на присутніх православних, за виразом Михайла Грушевського, «вражіннє бомби».

## Учасники та голова собору
Київський собор 1628 року був численним. З церковних їєрархів в соборі взяли участь митрополит Йов Борецький, єпископ Перемишльський та Самбірський, а з 1628 року — архієпископ Смоленський та Чернігівський Ісая Копинський, єпископ Луцький Ісакій Борискович, єпископ Холмський Паїсій Іполитович, єпископ Страгонський, владика пінський та турівський Авраам (Аврамій) та «барзо велика лічба була іншого духовенства». На одній з грамот, виданих на соборі та збережених часом, після підписів архієпископів стоять підписи архімандритів на чолі з архімандритом Києво-Печерської Лаври Петром Могилою, ігуменів, серед котрих — ігумен скита і протопоп монастирів воєводств Руського, Белзького і Подільського Феодосій (Теодосій), намісник та ректор Віленського Свято-Духівського манастиря Йосиф Бобрикович, ігумен Київського Братського манастиря Тарасій Земка, ігумен Почаївський Іоан (в схимі Йов) Залізо, ігумен Межигірський Коментарій, ченців Києво-Печерської Лаври Йоїля Труцевича та Памво Беринди («старець і духовник у святій обителі Печерській Київській»), а серед «білого» духовенства — протопопів: Корецького (Лаврентій Зизаній-Тустановський), Слуцького (Андрій Мужиловський, «протопоп князівства Слуцького та Копилівського з усією капітулою церкви соборної Слуцької»), Острозького (Іван Бережанський), Лубенського, Чудновського (Борис Воскресенський), Копильського (Теодор Решецький), Шкловського (Андрій Деомидович), Київського (Климентій, «зо всією капитулою Київською») та багатьох інших священиків.
У «Аполлеї», виданій по закінченні собору 1628 року («Року від створення світу 7136, а від Різдва Господа нашого Ісуса Христа 1628, місяця серпня, 30 дня»), надані підписи ще деяких учасників собору, це, зокрема, архієпископ полоцький, єпископ вітебський та мстиславський, архімандрит віленський та дерманський Мелетій Смотрицький, «намісник святої великої лаври Печерської з усією в Христі братією» Філофей (Філотей) Кизаревич, ігумен Київського Кирилівського монастиря Софроній Жеребило Лобунський, «архімандрит кронський і намісник митрополії Київської, прот. монастирів князівства Литовського» Варлаам, ігумен Київського монастиря святого Миколи Пустинного Серапіон Більський, «ігумен мінський святих верховних апостолів Петра й Павла» Гедеон, любартівський ігумен та прот. монастирів Київського, Волинського та Брацлавського воєводств Кирило, ігумен Тригірського Преображення Святого Спаса монастиря ієромонах Ігнатій Симонович, ігумен бережанський Іоасаф, «творовський ігумен, менший у духовниках і старець соборний монастиря Печерського Київського» ієромонах Іларіон Воцкевич, уставник церкви Печерського Київського монастиря ієромонах Теодосій Оранський, ладинський намісник ієромонах Методій.
Окрім них, як написано в «Аполлеї», «іншого духовенства: ігуменів, ієромонахів, протопопів та пресвітерів, котрих була вельми велика лічба, не згадуємо, щоб не наприкритися ласкавому читальнику їхньою довготою». Михайло Грушевський згадує про прибуття, разом зі Смотрицьким, Дубенського протопопа. Крім духовних осіб,  учасниками собору було багато представників від церковних братств та повітів, за виразом з «Аполлеї», «світських персон не мало зо всіх сторін і країв». Головував на соборі митрополит Йов Борецький.

## Хід собору
У середу 13 (23) серпня 1628 року Мелетій Смотрицький прибув до Києва. Тут він дізнався, що собор вже проходить, розпочавшись на два дні раніше від наперед запланованого терміну, а також, що на соборі розглядають його «Апологію» в україномовному варіанті, надісланому Смотрицьким Петру Могилі та Йову Борецькому. Мелетій Смотрицький подався було до Печерського монастиря, де проходив православний собор і куди його було запрошено раніше на постій архімандритом Києво-Печерської лаври Петром Могилою, але посланому наперед челядникові Смотрицького відповіли, що Мелетію призначено постій в митрополичому Михайлівському Золотоверхому монастирі. Мелетій поставився до цього цілком спокійно, припустивши, що архімандрит не хоче зайвий раз компрометувати себе перед польським королем публічними зв'язками з ієрархами, висвяченими Феофаном III, тим більше, що саме так вчиняв і Ісая Копинський, попередник Петра Могили на посаді печерського архімандрита. Ченці та намісник Михайлівського Золотоверхого монастиря прийняли Мелетія зі всією повагою до його сану. Але вже за пів години до Мелетія від собору прибула делегація у складі чотирьох пресвітерів на чолі з Слуцьким протопопом Андрієм Мужиловським.

## Наслідки
Після смерті в квітні 1632 польського короля Сигізмунда III Вази до кінця року під час конвокаційного й елекційного сеймів були підготовлені та видані його наступником Владиславом IV Вазою «Статті для заспокоєння руського народу», затверджені сеймом Речі Посполитої у січні 1633, якими відновлювалась законна діяльність православної церкви та її їєрархів.

## Зауваги
1. ↑  Трактат називався «Консидерації про шість різниць між грецькою і римською церквою», пол. «Consideratiae albo uważania sześciu rożnie mi§dzy Cerkwią Wschodnią y Zachodnią strony wiary zaszłych.»[6]
2. ↑  За твердженням Михайла Грушевського, Смотрицький підготував два трактати, один — великий трактат про занепад православної церкви, на основі своєї подорожі на схід, та другий, менший, в додатку до нього — про релігійні відмінності («Консидерації»), що згодом сумарно і побачив світ польською мовою під назвою пол. «Apologia peregrinatioyi do kraiow wschodnych M. Smotrzyskiego»[7][6]
3. ↑  На думку Івана Власовського, не дочекавшись протягом трьох тижнів повідомлення про друк від митрополита Йова Борецького й архієпископа Петра Могили, Мелетій Смотрицький відправив рукопис до Кракова[3], натомість П. Сас та Михайло Грушевський стверджують, що польський текст було надіслано до Львова[2][6]. Грушевський навіть називає польського друкаря, Яна Шелігу, в друкарні котрого видано «Апологію» Смотрицького[6].
4. ↑  Михайло Грушевський також згадує про 3-тижневий термін очікування, але лишень як про пізнішу спробу самовиправдання Мелетія Смотрицького[4], котра не відповідає дійсному стану речей[6]. Як доказ Грушевський наводить листи Смотрицького, в котрих той, відправляючи екземпляри трактату українською до Києва, просить «друкувати спішно на двох машинах, щоб примірники поспіли на собор», що мав відбутися у тому ж таки місті[6]. А надсилання польського варіанту до Львова, друк досить об'ємного матеріалу та відправка надрукованого зі Львова до Києва повинні були зайняти набагато більший проміжок часу[6]. Для Михайла Грушевського очевидно, що насправді Мелетій Смотрицький спочатку надіслав текст «Апології» польською мовою Касіяну Саковичу, а вже потім відправив екземпляри українською[6].
5. ↑  «Греків і балканських народів», примітка Михайла Грушевського до тексту присвяти[6], на той момент і греки, і православні Балканського півострова були підлеглими ісламської Османської імперії.
6. ↑  «Москви, як нижче поясняє», примітка Михайла Грушевського до тексту присвяти[6]
7. ↑  «Русь в Литві — Польщі», примітка Михайла Грушевського до тексту присвяти[6]
8. ↑  «Унії», примітка Михайла Грушевського до тексту присвяти[6]
9. ↑  Михайло Грушевський вважає, що не тільки український варіант був написаний і відправлений не раніше, а пізніше від польського, але й, дуже правдоподібно, відрізнявся від нього, «був дещо поміркованіший в своїй критиці православного богословія»[6]. Писаний український текст, на відміну від надрукованого польського, не зберігся, проте, попри ймовірно лагіднішу форму подачі, головний зміст був такий, що і Петро Могила, і Йов Борецький визнали за краще текст не друкувати і навіть відмовитись від публічної дискусії з його автором[6].